# Mallota formosana
Mallota formosana är en tvåvingeart som beskrevs av Tokuichi Shiraki 1930. Mallota formosana ingår i släktet hålblomflugor, och familjen blomflugor.
Artens utbredningsområde är Taiwan. Inga underarter finns listade i Catalogue of Life.